# Torneo de Washington 2018
El Citi Open 2018 fue un torneo de tenis perteneciente al ATP Tour 2018 en la categoría ATP World Tour 500, y al WTA Tour 2018 en la categoría WTA International. El torneo tuvo lugar en la ciudad de Washington D. C. (Estados Unidos) desde el 30 de julio hasta el 5 de agosto de 2018.

## Distribución de puntos
| Modalidad            | Campeón | Finalista | Semifinales | Cuartos de final | 2.ª ronda | 1.ª ronda | Clasificados | 2.ª ronda de clasificación | 1.ª ronda de clasificación |
| Individual masculino | 500     | 330       | 200         | 100              | 50        | 0         | 25           | 13                         | 0                          |
| Dobles masculino     | 500     | 300       | 180         | 90               | –         | –         | 45           | 25                         | 0                          |

| Modalidad           | Campeona | Finalista | Semifinal | Cuartos de final | 2ª ronda | 1ª ronda | Clasificadas | 3ª ronda de clasificación | 2ª ronda de clasificación | 1ª ronda de clasificación |
| Individual femenino | 280      | 180       | 110       | 60               | 30       | 1        | 18           | 14                        | 10                        | 1                         |
| Dobles femenino     | 280      | 180       | 110       | 60               | 1        | -        | -            | -                         | -                         | -                         |

## Cabezas de serie

### Individuales masculino
| Tenista             | Ranking | Preclasificado |
| Alexander Zverev    | 3       | 1              |
| John Isner          | 9       | 2              |
| David Goffin        | 11      | 3              |
| Kyle Edmund         | 16      | 4              |
| Nick Kyrgios        | 18      | 5              |
| Lucas Pouille       | 19      | 6              |
| Kei Nishikori       | 20      | 7              |
| Hyeon Chung         | 23      | 8              |
| Denis Shapovalov    | 27      | 9              |
| Stefanos Tsitisipas | 32      | 10             |
| Steve Johnson       | 34      | 11             |
| Karen Jachanov      | 35      | 12             |
| Frances Tiafoe      | 42      | 13             |
| Jérémy Chardy       | 43      | 14             |
| Mischa Zverev       | 45      | 15             |
| Andréi Rubliov      | 46      | 16             |

- Ranking del 23 de julio de 2018.[3]

### Dobles masculino
| Tenista                   | Ranking | Preclasificados |
| Oliver Marach Mate Pavić  | 5       | 1               |
| Henri Kontinen John Peers | 11      | 2               |
| Łukasz Kubot Marcelo Melo | 19      | 3               |
| Jamie Murray Bruno Soares | 27      | 4               |

### Individuales femenino
| Tenista            | Ranking | Preclasificada |
| Caroline Wozniacki | 2       | 1              |
| Sloane Stephens    | 3       | 2              |
| Naomi Osaka        | 17      | 3              |
| Ekaterina Makarova | 30      | 4              |
| Aleksandra Krunić  | 44      | 5              |
| Belinda Bencic     | 45      | 6              |
| Donna Vekić        | 46      | 7              |
| Yulia Putintseva   | 53      | 8              |

- Ranking del 23 de julio de 2018.[4]

### Dobles femenino
| Tenista                       | Ranking | Preclasificadas |
| Hao-Ching Chan Yang Zhaoxuan  | 44      | 1               |
| Shuko Aoyama Renata Voráčová  | 87      | 2               |
| Han Xinyun Darija Jurak       | 182     | 3               |
| Alexa Guarachi Erin Routliffe | 211     | 4               |

## Campeones

### Individual masculino
Alexander Zverev venció a  Álex de Miñaur por 6-2, 6-4

### Individual femenino
Svetlana Kuznetsova venció a  Donna Vekić por 4-6, 7-6(9-7), 6-2

### Dobles masculino
Jamie Murray /  Bruno Soares vencieron a  Mike Bryan /  Édouard Roger-Vasselin por 3-6, 6-3, [10-4]

### Dobles femenino
Xinyun Han /  Darija Jurak vencieron a  Alexa Guarachi /  Erin Routliffe por 6-3, 6-2